# JD Arrate
JD Arrarte (pełna nazwa:Juventud Deportiva Arrate), męski klub piłki ręcznej z Hiszpanii, powstał w 1947 roku w Eibar. Klub występuje w hiszpańskiej Lidze ASOBAL. W latach 2004–2009 w drużynie występował reprezentant Polski Mariusz Jurkiewicz.